# 逸周书
《逸周书》又名《周书》、《周志》，隋唐以後稱《汲冢周书》，中国先秦史籍。全书十卷。《汉书·艺文志》将之列于六艺，在四庫全書之中為史部別史類。
相传《逸周书》是孔子删定《尚书》後所剩，是为《尚书·周书》的逸篇，故得名。東漢蔡邕认为《逸周书》的作者是周公。一說《逸周书》是在晋武帝咸宁五年（279年）发自汲冢，但《汉书·艺文志》中已提到《逸周书》，表明《逸周书》并非在晋代以后才出现于世。现代学者推断今本《逸周书》是由晋人将汉代流传的《逸周书》同汲冢中出土的《周书》汇编而成。今本10卷，正文70篇，11篇有目无文。王士漢（1669）首次描述了这种情况。在此之前，各章的流传尚有学术争议。该书记录了周文王、周武王、周公、成王、康王、穆王、厉王和景王时代的历史事件。
中国史学史将其归为杂史。

## 标题
《逸周书》又名《周书》、《周志》，隋唐以後稱《汲冢周书》。
《周志》见于传世文献：《左传·文公2年》中引用了《逸周书》原文。这一引用很有价值，因为其将《逸周书》（《周志》）与其他《书》区别开来，并可能是指其教育功能。
《汉书·艺文志》称之为周书。谢墉为抱经堂本作序所说，“‘周书’本以总名一代之书，犹之‘商书’、‘夏书’也。”由于《尚书》中已有《周书》，把《汉志》著录的《周书》71篇改称《逸周书》，是比较方便的。今传本《逸周书》末有序，列举七十篇标题，加上序本身，恰合71篇之数。蔡邕《明堂月令论》云“《周书》七十篇，《月令》第五十三”，今本仍在第五十三。
《左传》、《国语》引《周书》多次，其内容在今《尚书》之中；《墨子》《战国策》也引《周书》多次，其内容在今《逸周书》中。《左传》引用《逸周书》时，称“周志”或曰“书”。
《逸周书》最早见于西汉刘向：《汉书·艺文志》注引刘向云“（《周书》）周时诰誓号令也，盖孔子所论百篇之余也。” 今人罗斌认为：
也许在西汉早期的某个时候，《周书》的传世版本得到扩充，产生了正好有71章的文本，这样加上《尚书》的29章，就有所谓“百篇”了。这样就可以解释《逸周书》那些似乎与主题完全无关或只是暂时相关的章节了。 
《汲冢周書》于西晋初年（约279）出土于汲郡（今河南省卫辉市附近）的魏襄王墓（公元前296），是汲冢书的一部分。夏含夷指出，现行的两种称呼都是缺乏根据的，而早期文献都称之为《周书》。不过《周书》也是《尚书》的一部分，所以还是称为《逸周书》以作区分。

## 内容
根据语言风格和主题的一致性，现代学者发现《逸周书》中的32篇构成了处理政务与军事主题的核心部分。剩下27篇描述了上至文王，下至景王的历史事件，补充篇章则记录了天文（《時訓》）与谥法（《謚法》）。
罗斌不同意夏含夷所说的“文本无明显条理”，认为“事实上，大多数章节的材料都是按时间顺序排列的”。例如，至少有18章的标题包含“文”（文王）或“武”（武王），现存59章中至少有28章“明确在文王、武王的时期”。
以下是篇名一览，加*的仅留有标题，有目无文。《大匡》有两篇。
| 1-10  | 度訓  | 命訓  | 常訓   | 文酌   | 糴匡  | 武称  | 允文   | 大武   | 大明武 | 小明武 |
| 11-20 | 大匡  | 程典  | *程寤  | *秦陰  | *九政 | *九開 | *劉法  | *文開  | *保開  | *八繁  |
| 21-30 | 酆保  | 大開  | 小開   | 文儆   | 文伝  | 柔武  | 大開武 | 小開武 | 宝典   | 酆謀   |
| 31-40 | 寤儆  | 武順  | 武穆   | 和寤   | 武寤  | 克殷  | 大匡   | 文政   | 大聚   | 世俘   |
| 41-50 | *箕子 | *耆德 | 商誓   | 度邑   | 武儆  | 五權  | 成開   | 作雒   | 皇門   | 大戒   |
| 51-60 | 周月  | 時訓  | *月令  | 諡法   | 明堂  | 嘗麦  | 本典   | 官人   | 王会   | 祭公   |
| 61-70 | 史記  | 職方  | 芮良夫 | 太子晋 | 王佩  | 殷祝  | 周祝   | 武紀   | 銓法   | 器服   |

## 编写时间与地点
《逸周书》篇目有与出土青铜器铭文相近的语段。
夏含夷认为，《逸周书》经历了两次修订。
第一次发生在战国中前期，一位编者编纂了32篇核心文本，具有战国文本的语言与思想特点，并被《左传》《韩非子》《战国策》等引用。
第二次发生在西汉早期，另一位编者重编了70章和序（仿《尚书》旧序）。次要章节创作时间或早或晚于核心章节，例如《武順》使用“帝”一词，罗斌认为这篇当作于秦始皇之前。晚清学者朱右曾指出，《逸周书》虽然可能并非作于周初，但也没有战汉伪书的特征。
《逸周书》在诸子中的思想脉络仍不清楚。罗斌指出，有几家（包括儒学一支）强调“文治武功”的概念。
经学界认为《逸周书》最早的章节可能是在晋地流传下来的，保存下来的引文确实大多出自晋人之手。《逸周书》与《文子》在主题上也有许多相似之处，后者据称也是晋国人所编。

## 文本史
《二十四史》的《藝文志》提供了宝贵的历时资料。《汉书·艺文志》（111）记载了《周书》或称《周史记》，有71章；《隋书》（636）载《周书》有十卷，是汲冢书的一部分。颜师古（581–645）注《艺文志》时，称71章中仅存45章；但刘知几（661–721）则称71章全部有存。《旧唐书》（945）列出三国孔晁注8卷本《周书》；《新唐书》（1060）列出10卷本《汲冢周書》和孔晁注8卷本《周书》。《宋史》（1345）及之后的史书都只列出了10卷本《汲冢周書》。夏含夷的结论是，唐代之前存在两个不同的版本，即8卷本孔晁注周書，和10卷本《汲冢周書》。北宋时期两者被编在一起，11章的佚失发生在南宋中期之前。
这两种将现存《逸周书》与汲冢书、孔晁注联系起来的说法，在历史性上值得怀疑。第一，当代对《逸周书》的研究明确表明，所收文本不可能与《竹书纪年》一起从汲冢墓中出土。夏含夷就认为：“从公元前296年襄王下葬，到公元280年出土的近六百年中，《逸周书》一直作为《周书》这样一个整体存在。”部分章节（如《職方》）的内部证据表明，该章写于秦统一之后。第二，最早作注的孔晁不太可能参考过汲冢书。虽然孔晁生卒年不确定，但与王肃（195–256）当是同时代人，最后一次提到是在266年的谕旨中。故而夏含夷断定孔晁注肯定是在280年出土之前就添加到文本中的。史料记载了许多解读汲冢书的学者，其中没有孔晁。
《逸周书》作注工作始于三国孔晁，延续至今。孔晁注现存59章中的42章，并收于大多数版本中。清代学者对《逸周书》有丰富的研究。盧文弨（1717–1796）批注本基于元、明两朝的8个版本，并收集了清初12种注。《四部備要》（1936）重印了盧文弨本，称为抱經堂本。《四部叢刊》（1919）重刊了最早的版本，即嘉兴省立书院的章檗本（1543）。
与其他大多数古籍相比，《逸周书》一直被中外学界所忽视。罗斌认为：“对这部书的偏见，部分原因可能是人名误以为《周书》是孔子剔除出去的不适合收在《尚书》里的篇目（《尚书》里面本就有《周书》），这也是导致它被忽视的原因之一。”

## 平行文本
司马迁知道与《逸周书》相近的一些文段，《史记》关于周代历史的部分与《逸周书》有很多相似之处，尤其《克殷》与《多义》两篇几乎被完整抄录进《史记》。这观察最早由丁黼做出。
关于《逸周书》的出土文物有
- 湖南张家界慈利县竹简（1987出土）有相当完整的《逸周书·大武》。[24]
- 《逸周书》中的《皇門》《命訓》及传世本有目无文的《程寤》片段见于清华简（2008）。

## 传统学界态度
《世俘》遭孟子谴责，并被司马迁忽略，可能是《世俘》被收入《逸周书》而非《尚书》的原因之一。
《逸周书》成书后，宋朝之后的传统儒家学者（丁黼等人）谴责《逸周书》没有充分反映历史，立场特点是将道德判断与文本批评结合起来。明初方孝孺（1357–1402）的谴责最尖锐，《逊志斋集》：“王者之師，禁亂除暴，以仁義為本。其《大武篇》則曰：‘春違其農，夏食其榖，秋取其刈，冬凍其葆。’不仁孰甚焉！其《大明篇》則曰：‘委以滛樂，畧以美女。’不義孰甚焉！此後世稍有良心者所不忍為。……其他若是者甚衆。及載武王伐商之事，往往謬誕，與書不合。由此觀之，決非《周書》謂孔子删定之餘者，非也。其中若《諡法》《周月》《時訓》《職方》之篇，又與《爾雅·月令》間有合者，竊意漢初書亡，隱士縉紳之流所偽者以為《周書》，而司馬遷不察，故引而用之。劉向因以為古書耳……”
近年乌克兰学者葛觉智指出，《世俘》是已有文段的汇编。以此觀點來看，更能輕易理解《世俘》的组织结构、俘虏和牲畜的总数等，它展示的王权理想与周天子征伐的“天命”道德主义相去甚远，因此，孟子拒绝接受可能是更真实的记载。

### 脚注
1. 周玉秀. . 北京: 中华书局. 2005: 61.
2. Shaughnessy, Edward L. (1999), "Western Zhou History," in M. Loewe and E. L. Shaughnessy, eds., The Cambridge History of Ancient China: From the Origins of Civilization to 221 B.C., Cambridge University Press, p. 294 (292–351).
3. Wilkinson, Endymion.  revised and enlarged. Harvard University Asia Center. 2000. p. 465. ISBN 9780674002494.
4. Lee, Thomas H.C. (2000), Education in Traditional China: A History, Brill. p. 477.
5. Theobald, Ulrich (2010), 逸周書 （页面存档备份，存于）, Chinaknowledge.

## 外部連結
- 蔡哲茂：〈金文研究與經典訓讀--以《尚書．君奭》與《逸周書．祭公篇》兩則為例 （页面存档备份，存于）〉。